# Мангасарян, Олви Леон
Олви Леон Мангасарян  (12 января 1934, Багдад, Ирак — 15 марта 2020, США) — почетный профессор математики и компьютерных наук, научный сотрудник кафедры математики Калифорнийского университета в Сан-Диего. Пионер в области математического программирования.  

## Биография
Родители Леон Мангасарян и Жозефина Амасян-Мангасарян были армянскими беженцами, бежавшими во время геноцида армян в Османской империи 1915 года. Олви Мангасарян родился в 1934 году в Багдаде, Ирак.
Учился в Иезуитском колледже Багдада и Американском университете Бейрута, прежде чем завершить последние два года бакалавриата по полной стипендии в Принстонском университете, где он специализировался в области гражданского строительства.
Получил степень бакалавра наук в области инженерии в 1954 году и магистра наук в области инженерии в 1955 году. Олви продолжил изучать прикладную математику в Гарвардском университете, где он испытал потенциал и разочарования нарождающейся компьютерной эпохи, работая над Univac, компьютером размером с комнату, работающим на электронных лампах, которые постоянно нужно было заменять, и использующим перфокарты, которые порой беспорядочно каскадом падали по полу.
Мангасарян получил степень доктора философии по прикладной математике в Гарвардском университете и восемь лет проработал математиком в Shell Oil Company в Калифорнии, прежде чем перейти в Висконсинский университет в Мадисоне.
Он был пионером, лидером и иконой в области математического программирования. За более чем 50 лет фундаментального вклада во все аспекты непрерывной оптимизации, от абстрактной теории до практических приложений, обширные исследования профессора Мангасаряна оказали влияние на поколения прикладных математиков и инженеров, открыли новые области возможностей для исследователей, вызвали волнение в прикладных предметах, вдохновили многочисленные молодые умы и дали толчок устойчивому развитию этой области.
Карьера Мангасаряна началась с основополагающей статьи о линейном и нелинейном разделении шаблонов с помощью линейного программирования, опубликованной в 1965 году, которая заложила основу подхода математического программирования к добыче данных и открытию знаний. В начале 1990-х годов он снова занялся своими интересами с тех ранних дней в качестве исследователя, собрав большую армию последователей и закрепив фундаментальную роль оптимизации в важной прикладной области науки о данных. По мере улучшения вычислительных возможностей эта работа превратилась в методы классификации данных, которые он применил на практике для определения того, были ли образцы ткани молочной железы, полученные с помощью биопсии, раковыми. Дальнейшее развитие с соавторами привело к созданию системы поддержки принятия решений, которая, как оказалось, имела почти 100% точность и которая впоследствии была введена в клиническую практику.
Олви Мангасарян умер 15 марта 2020 года. У него остались жена Клэр, сыновья Леон, Джеффри и Арам, а также шестеро внуков: Таррант, Кайра, Карл-Леон, Альма, Сэмюэль и Элиз.